# Model Heisenberga
Model Heisenberga – model stosowany w fizyce ciała stałego, który opisuje układ oddziałujących spinów za pomocą hamiltonianu:
{\displaystyle H=-\mu B^{i}\sum _{n}S_{n}^{i}+\sum _{n,g}J_{g}S_{n+g}^{i}S_{n}^{i}.}
Suma po g oznacza sumę po najbliższych sąsiadach n-tego węzła w sieci krystalicznej, z jest liczbą najbliższych sąsiadów.
W obecności zewnętrznego pola magnetycznego Bi nieoddziałujący układ spinów opisuje się hamiltonianem:
{\displaystyle H_{0}=-\mu B^{i}\sum _{n}S_{n}^{i}.}
Spin n-tego atomu Sin spełnia reguły komutacyjne
{\displaystyle [S_{n}^{i},S_{m}^{j}]=i\hbar \varepsilon _{ijk}S_{n}^{i}\delta _{n,m}.}
Ostatni wyraz w hamiltonianie Heisenberga opisuje oddziaływanie między spinami. Oddziaływanie to zależy od Jg, wielkość tę nazywamy całką wymiany. Ma ona pochodzenie czysto kwantowe wynikające z nakrywania się funkcji falowych elektronów sąsiednich atomów.
Model Heisenberga dobrze modeluje zjawisko spontanicznego namagnesowania spinów i przemianie fazowej do stanu ferromagnetycznego. Pojawienie się stanu spontanicznego namagnesowania związane jest spontanicznym złamaniem symetrii SO(3) (symetria obrotów wzdłuż dowolnej osi hamiltonianu H bez pola magnetycznego B) do symetrii SO(2) hamiltonianu H0 (symetria obrotów wzdłuż osi ustawionych spinów).
Uproszczoną wersją modelu Heisenberga (spin opisywany jest tylko przez jego trzecią składowa S = S³) jest model Isinga.
Wzbudzenia hamiltonianu Heisenberga propagują się w krysztale jako magnony.